# موتور نورمحمد درخشنده
موتور نورمحمد درخشنده یک منطقهٔ مسکونی در ایران است که در دهستان پیرسهراب واقع شده‌است. موتور نورمحمد درخشنده ۵۲ نفر جمعیت دارد.